# Вести Донбасса
«Вести Донбасса» - Донецька обласна суспільно-політична щотижнева газета.

## Статус
Газета «Вести Донбасса» є офіційним виданням Донецької обласної ради. Видається лише російською мовою.

## Історія
Заснована Донецькою обласною радою (50%) при участі обласного комунального підприємства "Донецьктеплокоммуненерго" (25%) і комунального підприємства "Компанія "Вода Донбасу" (25%) відповідно до  рішення обласної ради від 5 жовтня 2007 року №5/12-336 з метою висвітлення діяльності органів місцевого самоврядування з соціально-економічного розвитку Донецької області, інформування населення по найактуальніших питаннях житлово-комунального господарства й інших сфер життєдіяльності регіону.
Перший номер газети вийшов у суботу, 8 березня 2008 року. Всі наступні номери виходили по п'ятницях.
До вересня 2008 рік виходила на 8 шпальтах формату А-3. З вересня кількість шпальт збільшилося до 12. Із травня 2009 року газета змінила формат і початку виходити на 24 шпальтах формату А-4.

## Творчий колектив
- Семченко А. - головний редактор (2008-2011)
- Ольшанська О. - оглядач, заступник головного редактора, головний редактор (з 2011)
- Ольшанська Т. - заступник головного редактора
- Беспалов Д. - відповідальний секретар, перший заступник головного редактора
- Губін В. - оглядач
- Косолапова Е. - оглядач
- Голиздра І. - кореспондент
- Кравчук В. - кореспондент
- Семченко А. - кореспондент
- Тимошенко Д. - кореспондент
- Черенков О. - дизайнер

## Тираж
Щотижневий тираж - 10200 Екземплярів